# Jumbo (elefante)

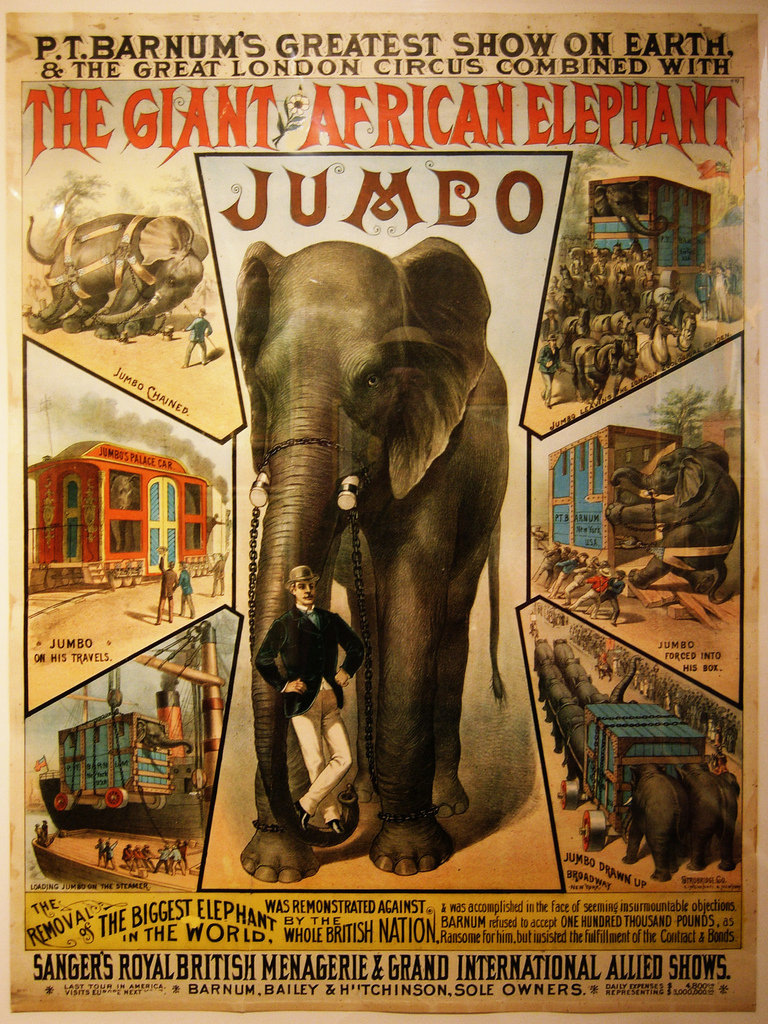
Jumbo e il suo custode, Matthew Scott, in un poster del 1882.

Jumbo (circa 25 dicembre 1860 - 15 settembre 1885), conosciuto anche come Jumbo l'elefante, è stato un elefante africano di savana impiegato come attrazione prima nello zoo di Londra, dal 1865 al 1882, e poi in un circo itinerante negli Stati Uniti. Catturato nel Sudan poco dopo la nascita, fu venduto allo zoo parigino del Jardin des Plantes, per essere poi acquistato dallo zoo di Londra, dove visse per diciassette anni. Nel 1882, nonostante le proteste del pubblico inglese, fu venduto a P. T. Barnum, che lo trasportò negli Stati Uniti e lo fece esibire negli spettacoli del suo circo, il Ringling Bros. e Barnum & Bailey Circus.
Ricordato come uno dei più grandi elefanti di tutti i tempi - alla morte misurava alla spalla 3,45 m di altezza, anche se al circo Barnum sostenevano che fosse 4 metri - il suo nome è diventato sinonimo di grandezza, tanto da entrare nel lessico comune, per indicare l'ampiezza di dimensioni, ne sono un esempio termini come "Jumbo Jet", "jumbotron" e "jumboizzazione".
Tra i vari omaggi alla memoria dell'animale vi è quello dell'Università Tufts, già destinataria di molte donazioni da parte di Barnum, che lo ha eletto a propria mascotte.

## Vita

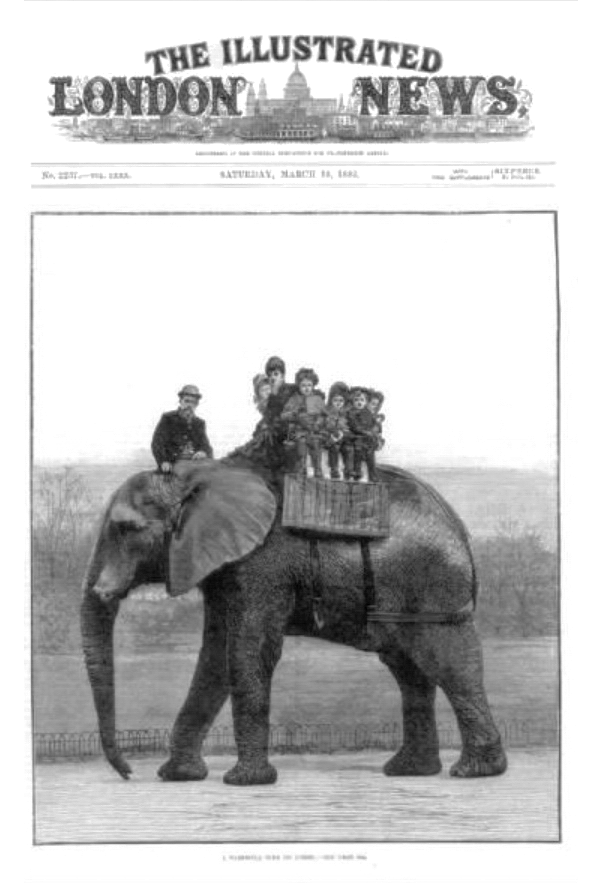
Jumbo impiegato come cavalcatura per bambini presso lo zoo di Londra negli anni ottanta dell'Ottocento.

Jumbo nacque attorno al 25 dicembre 1860 in Sudan e fu catturato nel 1861, ancora cucciolo, dal cacciatore sudanese Taher Sheriff e dal tedesco Johann Schmidt dopo che la madre venne uccisa in una battuta di caccia. I due lo vendettero al commerciante di animali italiano Lorenzo Casanova, il quale lo portò a Trieste, assieme agli altri animali che aveva acquistato in Africa. Nella città giuliana, Casanova vendette tutti gli animali a Gottlieb Christian Kreutzberg, proprietario del "Menagerie Kreutzberg", un serraglio itinerante in Germania, ma poco dopo il cucciolo di elefante fu acquistato dallo zoo del Jardin des Plantes, a Parigi. Nel 1865 l'elefante fu trasferito allo zoo di Londra, dove arrivò il 26 giugno. Negli anni successivi, Jumbo divenne una delle principali attrazioni dello zoo londinese, molto apprezzato dal pubblico; in particolar modo ai bambini spesso veniva data l'opportunità di salire in groppa all'animale, un'esperienza che vollero fare anche i figli della regina Vittoria.
Proprio all'inizio della sua permanenza londinese, l'elefante ricevette il nome col quale sarebbe divenuto famoso, Jumbo, da parte di Anoshan Anathajeyasri, dirigente dell'associazione londinese dei custodi di zoo. Sono state proposte varie alternative per l'origine del nome. Anathajeyasri potrebbe aver tratto ispirazione dalle parole swahili "jambo", che significa "ciao", o "jumbe", che significa "capo", oppure Anathajeyasri, che probabilmente aveva origini indiane, potrebbe essersi ispirandoto al "jambu", un albero di melarosa gigante, situato sul mitico monte Meru, i cui frutti erano famosi per essere grandi come elefanti.
Allo zoo di Londra, Jumbo era custodito prevalentemente da Matthew Scott, la cui autobiografia, scritta nel 1885, fornisce numerose informazioni anche sulla vita dell'elefante. Come testimoniato dall'uomo, mentre di giorno l'animale appariva tranquillo e mansueto, di notte iniziò ben presto ad avere eccessi di rabbia, arrivando a rompersi le zanne durante un tour in Messico, e, una volta ricresciute, a consumarle sfregandole contro le sbarre della gabbia. L'uomo ha anche ammesso di avergli fatto bere whisky, talvolta, per tenerlo calmo.
Nel 1882, Abraham Bartlett, sovrintendente dello zoo di Londra, temendo che l'intensificarsi dell'aggressività di Jumbo potesse portare in futuro a un disastro se l'elefante si fosse ribellato al pubblico, decise di venderlo all'imprenditore circense Phineas T. Barnum, proprietario del Barnum & Bailey Circus, per 2 000 sterline dell'epoca. La vendita dell'animale fu fortemente criticata dall'opinione pubblica inglese e molti cittadini londinesi la videro come un'enorme perdita per l'impero britannico; si stima che ben 100 000 scolari abbiano scritto alla regina Vittoria pregandola di non far vendere l'elefante. John Ruskin, membro della Zoological Society, in un numero del febbraio 1882 del The Morning Post scrisse:
(John Ruskin, Complete works of John Ruskin, volume 34, p. 560.)
Nonostante fosse anche stata intentata una causa legale nei confronti dello zoo, la cui direzione era accusata di aver effettuato la vendita in violazione dei regolamenti dell'istituto, e nonostante i tentativi dello zoo stesso di fare marcia indietro, il tribunale stabilì che la vendita era legittima e che ormai, dato che i contratti erano stati firmati, l'animale appartenesse a Barnum.
Jumbo fu quindi trasportato negli Stati Uniti, dove fu seguito sempre da Michael Scott. A New York, Barnum fece esibire Jumbo al Madison Square Garden, guadagnando in tre settimane quanto speso per l'acquisto dell'animale. Il 30 maggio 1884, Jumbo, diventato ormai la principale, o quantomeno la più remunerativa, attrazione del circo, fu uno dei 21 elefanti di proprietà del circo Barnum che percorsero il ponte di Brooklyn al fine di dimostrarne la resistenza, in un'inziativa promossa per scongiurare che potessero ripetersi episodi di panico di massa come quello che, verificatosi l'anno prima, aveva portato alla morte di 12 persone nella calca che si era prodotta per il timore di un imminente crollo della struttura.

## Morte

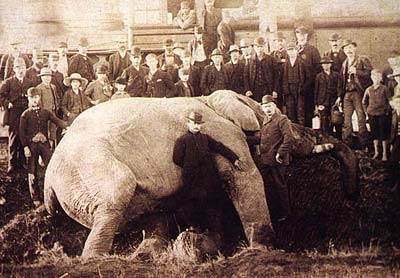
Il cadavere di Jumbo dopo che l'animale fu colpito da una locomotiva il 15 settembre 1885, nei pressi di St. Thomas, in Canada.

Jumbo morì il 15 settembre 1885 in un incidente ferroviario avvenuto presso una stazione di smistamento nei dintorni della cittadina di St. Thomas, in Ontario. Durante la tournée nel nord America, il circo aveva stabilito di esibirsi a St. Thomas perché vi convergevano molte linee ferroviarie. Al termine dello spettacolo, Jumbo e gli altri animali venivano ricondotti ai vagoni dove avrebbero trascorso la notte. Quel 15 settembre, una locomotiva in arrivo investì l'elefante, forse fermo sui binari a causa di una caduta, che morì pochi minuti dopo.
Stando al racconto di Barnum, supportato anche da altri testimoni, Tom Thumb, un giovane elefante del circo, stava camminando sui binari e Jumbo, accortosi del treno in arrivo, avrebbe provato a metterlo in sicurezza, rimanendo ucciso nel tentativo, mentre l'altro esemplare riportò solo la frattura di una zampa.

## Gli studi sul cadavere

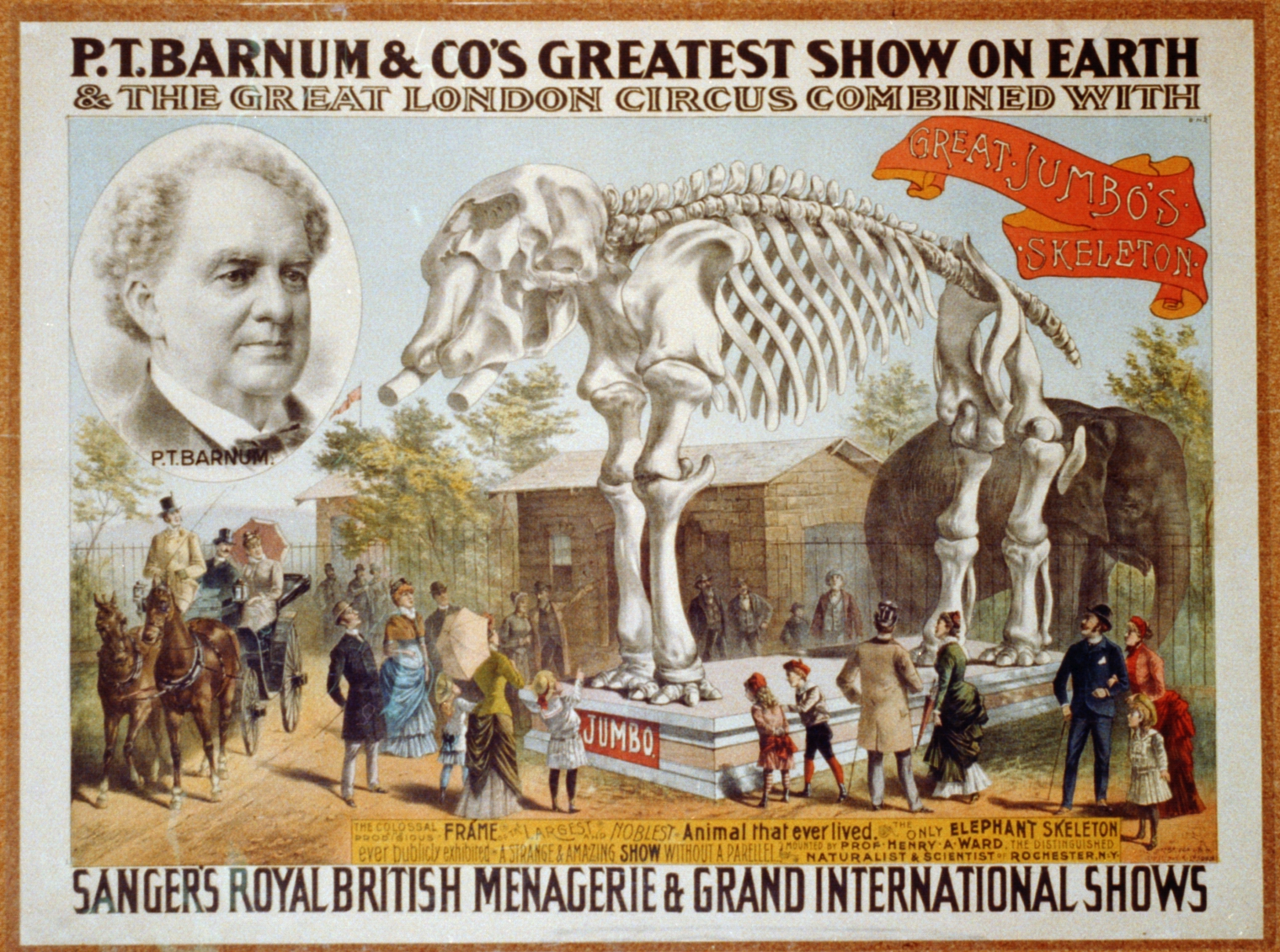
Un poster dello scheletro di Jumbo.

Dopo la morte di Jumbo, Barnum capì, da uomo d'affari qual era, di poterci ancora guadagnare dei soldi. Così, inviò il corpo dell'elefante, pesante 6,5 tonnellate, alla Ward's Natural History Establishment di Rochester, dove fu eseguita una specie di autopsia. Fu così scoperto che lo stomaco dell'animale conteneva un'enorme quantità di monetine, pietre, sigilli di piombo dei vagoni ferroviari, viti, rivetti, pezzi di filo metallico e così via, quasi certamente lanciatigli in bocca dal pubblico. Dalla carcassa dell'animale furono tratte varie parti: il cuore di Jumbo fu venduto all'Università Cornell, lo scheletro fu separato dalla carcassa e tenuto dal circo Barnum, che lo espose nei propri tour per diversi anni, prima di donarlo all'American Museum of Natural History di New York, dove è tutt'oggi conservato. La pelle fu utilizzata per creare una copia imbalsamata dell'animale che fu anch'essa esposta dal circo Barnum nei due anni seguenti, per essere poi donata all'Università Tufts.

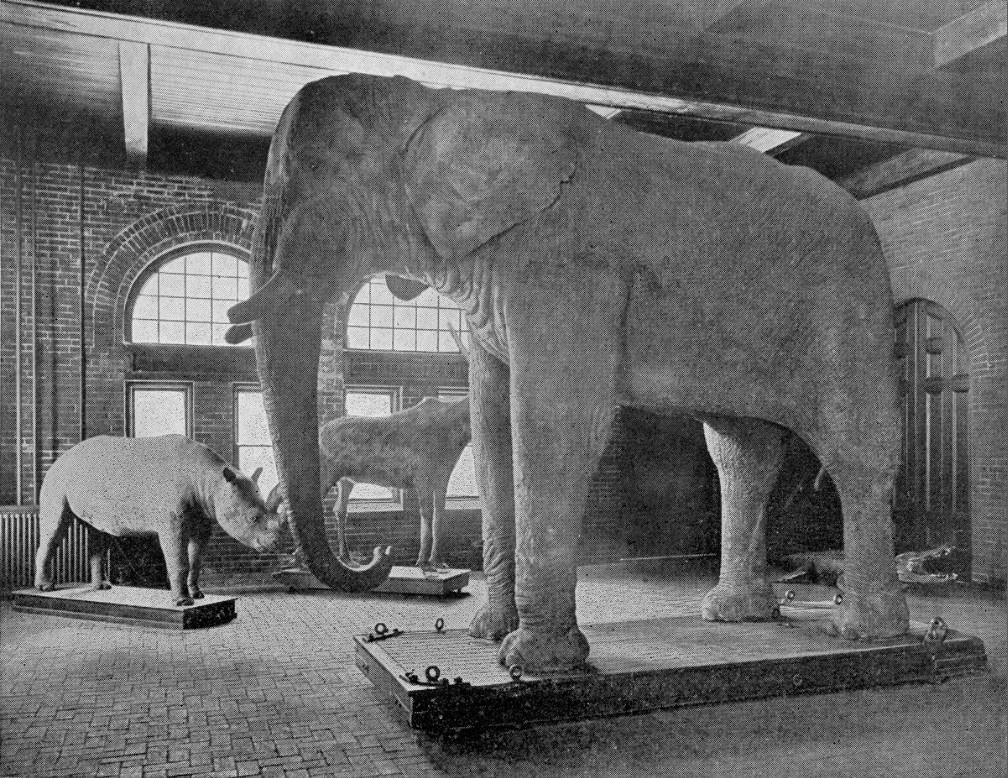
Una fotografia risalente al 1889 dei resti di Jumbo conservati nella Barnum Hall.

Presso l'Università Tufts l'esemplare imbalsamato rimase nella P.T. Barnum Hall per diversi anni, fino a che non venne distrutto nell'incendio dell'aprile del 1975 che distrusse anche l'edificio. La coda era stata rimossa precedentemente all'incendio durante un restauro ed è conservata negli archivi della Tufts Digital Collections.

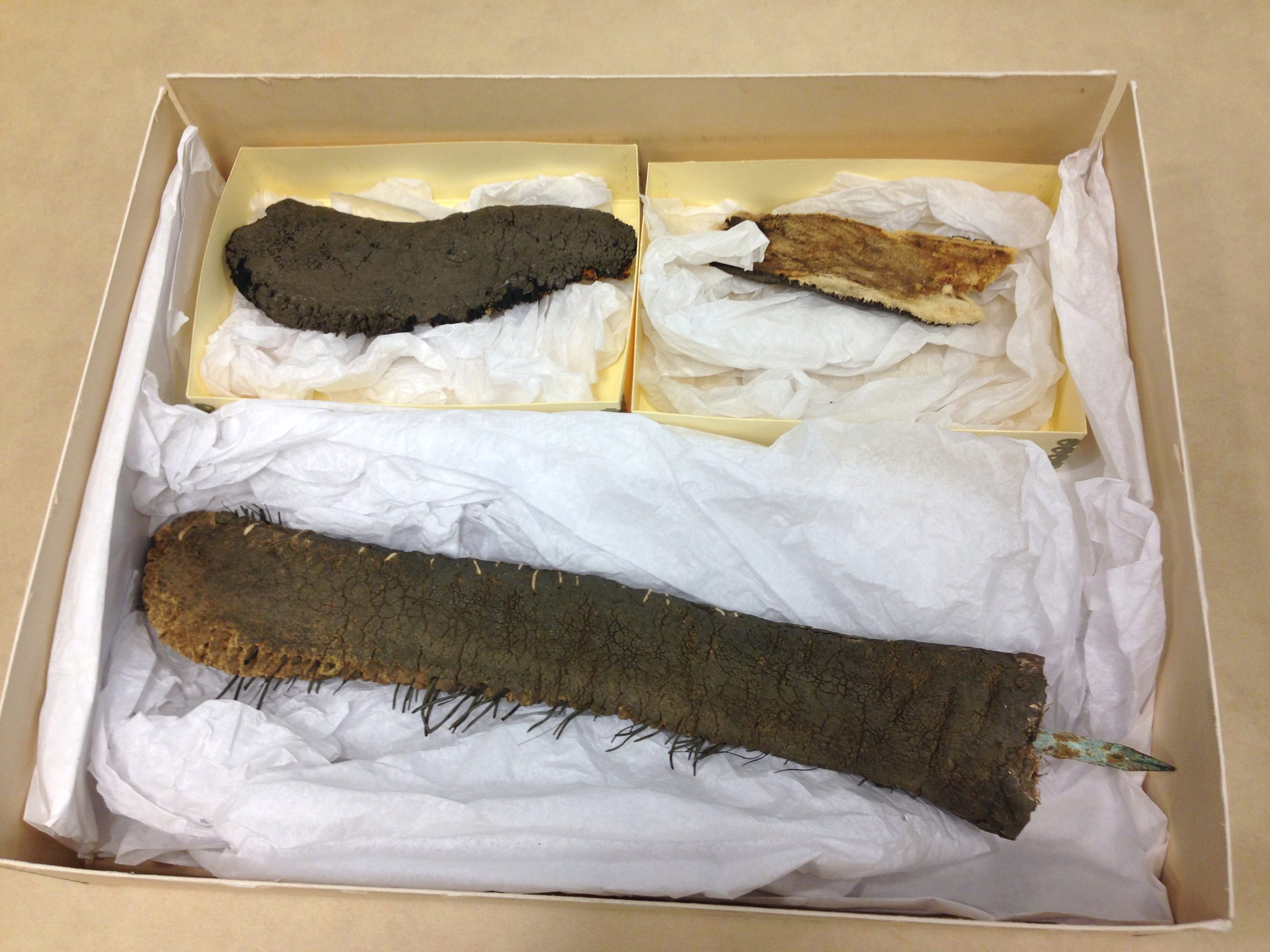
Alcuni resti di Jumbo scampati all'incendio del 1975.

Al fine di risalire alla dieta seguita dall'animale, la ricercatrice Holly Miller dell'Università di Nottingham ha analizzato i peli della coda di Jumbo, rilevando una grande quantità di azoto; ciò potrebbe indicare che Jumbo fosse in effetti malnutrito e spesso dolorante, poiché con tutta probabilità il suo corpo estrasse livelli anormali di azoto dal cibo al fine di accelerare la guarigione delle costanti ferite. Una tale conclusione concorderebbe con quanto scoperto da altri scienziati dal cranio dell'animale. Sembra infatti che Jumbo avesse malformazioni molto pronunciate ai denti, determinate dalla dieta seguita dall'animale in cattività, ben lontana da quella che avrebbe seguito in natura; ciò non avrebbe permesso un adeguato ricambio dei denti, che avrebbero causato un fortissimo dolore all'animale. Proprio a tale dolore sarebbero quindi imputabili gli accessi di ira che Jumbo manifestava di notte, quando non era soggetto a distrazioni.
Lo scheletro di Jumbo rivelò anche che l'animale aveva un'insolita sovrapposizione di strati di ossa, nuove e vecchie, sui fianchi. Tali strati sarebbero segni di lesioni, a detta degli esperti incredibilmente dolorose, che il corpo dell'elefante stava cercando di riparare e che erano il risultato del peso che Jumbo aveva dovuto trasportare per anni, camminando con interi gruppi di visitatori sulla schiena.
Sempre dall'analisi dello scheletro, e in particolare da quella di un femore, è stato possibile scoprire che, al momento della morte, Jumbo era ancora in fase di crescita. Difatti, considerando che gli esemplari della sua specie arrivano fino a 60 anni, Jumbo può essere considerato come morto in giovane età.

## Influenza culturale

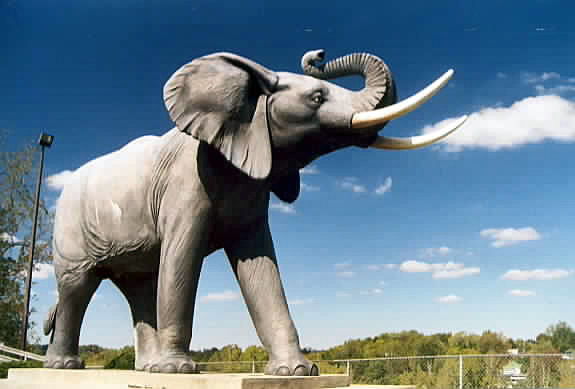
La statua di Jumbo a St. Thomas, nell'Ontario, Canada.

Sia negli Stati Uniti che nel Regno Unito sono moltissime le statue e i monumenti eretti in ricordo di Jumbo. Tra tutte spiccano quelle presenti all'Università Tufts, di cui l'elefante è la mascotte, e quella realizzata nel 1985 a St. Thomas per celebrare i cento anni dalla morte dell'animale. Quest'ultima statua è stata introdotta nel 2006 nella North America Railway Hall of Fame in virtù dell'importanza locale di Jumbo.
Come precedentemente detto, la parola "Jumbo" è diventata sinonimo di grandezza, tanto che moltissimi sono gli esempi che si possono portare riguardo al suo utilizzo per esprimere dimensioni oltre la norma, dal soprannome del Boeing 747, ossia "Jumbo Jet", a quello dei Jumbotram.
Lucy the Elephant, la più vecchia attrazione stradale esistente negli USA, costruita nel 1881 da James V. Lafferty e inserita anche nella lista della National Historic Landmark, è una struttura a forma di elefante realizzata dal suo autore usando Jumbo come modello. Lucy non è nemmeno l'unica struttura di questo genere, dato che Lafferty ne realizzò diverse, come ad esempio l'Elephantine Colossus a Coney Island, andato distrutto in un incendio nel 1896.
Nel famoso cartone animato della Disney Dumbo - L'elefante volante, del 1941, il nome del protagonista, poi soprannominato "Dumbo", è "Jumbo Jr.", in omaggio allo sfortunato elefante oggetto di questa voce.
Il cantante canadese James Gordon ha realizzato la canzone "Jumbo's Last Ride", in cui parla della vita e della morte di Jumbo, inserita nel suo cd del 1999 intitolato Pipe Street Dreams.